# Dahira hoenei
Dahira hoenei là một loài bướm đêm thuộc họ Sphingidae. Nó được miêu tả bởi Mell năm 1937. Nó được tìm thấy ở Shaanxi và Tứ Xuyên in Trung Quốc.